# مایکل تبوت
 مایکل تبوت (انگلیسی: Michael Tebbutt؛ زاده ۲۲ دسامبر ۱۹۷۰) یک تنیس‌باز اهل استرالیا است.